# Élections législatives ukrainiennes de 2014
Les élections législatives ukrainiennes de 2014 se sont déroulées le 26 octobre 2014. Elles font suite à la dissolution de la Rada par le président Petro Porochenko, élu lors de l'élection présidentielle du 25 mai 2014. Il s'agit d'élections anticipées, se déroulant seulement deux ans après les dernières élections législatives de 2012.
Ces élections s'inscrivent dans un contexte particulièrement tendu, à la suite du mouvement « Euromaïdan » qui contestait notamment la rupture du processus de ratification de l'accord d'association avec l'Union européenne puis le rapprochement avec la Russie. Celui-ci aboutit le 21 février 2014 à la fuite du président Viktor Ianoukovytch, puis à la formation d'un nouveau gouvernement, suivi par l'élection présidentielle le 25 mai. Les anciens fiefs électoraux du président font dans le même temps face à un mouvement séparatiste, d'abord en Crimée puis dans le Donbass, débouchant sur un conflit armé violent dans la dernière région, le tout sur fond d'importantes tensions entre la Russie et l'Ukraine.
Le scrutin conduit à la victoire de la formation du Premier ministre Arseni Iatseniouk, le Front populaire, et au bloc du président Petro Porochenko. Car si le premier dépasse légèrement le second en termes de votes populaires dans le scrutin proportionnel, le parti du président remporte plus de circonscriptions électorales et donc de députés. L'élection conduit également à l'émergence de Samopomitch, et à de relatives bonnes performances du bloc d'opposition, implanté dans les fiefs russophones de l'ancien pouvoir, et le Parti radical d'Oleh Liachko. Par ailleurs, il s'agit du premier scrutin législatif depuis l'indépendance où les partis pro-occidentaux sont largement majoritaires.

## Contexte

### Dernières élections législatives et renversement du président Ianoukovytch

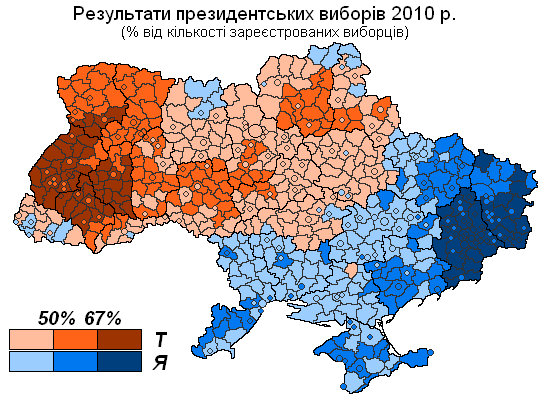
Carte montrant la division électorale du pays lors de l'élection présidentielle de 2010 : en orange les zones ayant voté majoritairement pour Ioulia Tymochenko, et en bleu pour Viktor Ianoukovytch.

Les prochaines élections législatives étaient théoriquement prévues pour la fin de l'année 2017, faisant suite à la fin du mandat des députés reçus lors des élections législatives du 28 octobre 2012. Ces dernières avaient vu une victoire du Parti des régions, formation du président Viktor Ianoukovytch qui avait remporté l'élection présidentielle de 2010. Ces deux élections ont été reconnues par les observateurs internationaux comme « globalement transparentes », malgré quelques fraudes signalées. Le Premier ministre Mykola Azarov se voit ainsi conforté par ce résultat en menant une coalition avec le Parti communiste d'Ukraine et des députés indépendants.
Dans le cadre du mouvement dit « Euromaïdan », des opposants au gouvernement manifestent à compter du 23 novembre 2013, contestant le refus du président Ianoukovytch de signer l'accord d'association avec l'Union européenne et son rapprochement consécutif avec la Russie. Le mouvement, qui commence par de vastes manifestations, puis se transforme en une occupation de la place Maïdan, mobilise aussi bien des mouvements pro-européens de l'opposition parlementaire, comme l'Union panukrainienne « Patrie » de Ioulia Tymochenko et UDAR de Vitali Klitschko, que des mouvements nationalistes et d'extrême droite, comme Svoboda ou Secteur droit. En février 2014, la situation débouche sur d'importantes violences faisant une centaine de morts dans le centre de Kiev, puis à la fuite de Viktor Ianoukovytch le 21 février.
Ces évènements conduisent à un renversement de la situation au Parlement, qui vote dès le lendemain la destitution du président, puis forme un nouveau gouvernement issu des anciens partis de l'opposition, grâce à la défection d'une trentaine de députés du Parti des régions se regroupant dans un nouveau groupe parlementaire, permettant ainsi le dégagement d'une majorité absolue. Oleksandr Tourtchynov devient président par intérim et la prochaine élection présidentielle est fixée au 25 mai.

### Crise en Crimée et dans le Donbass

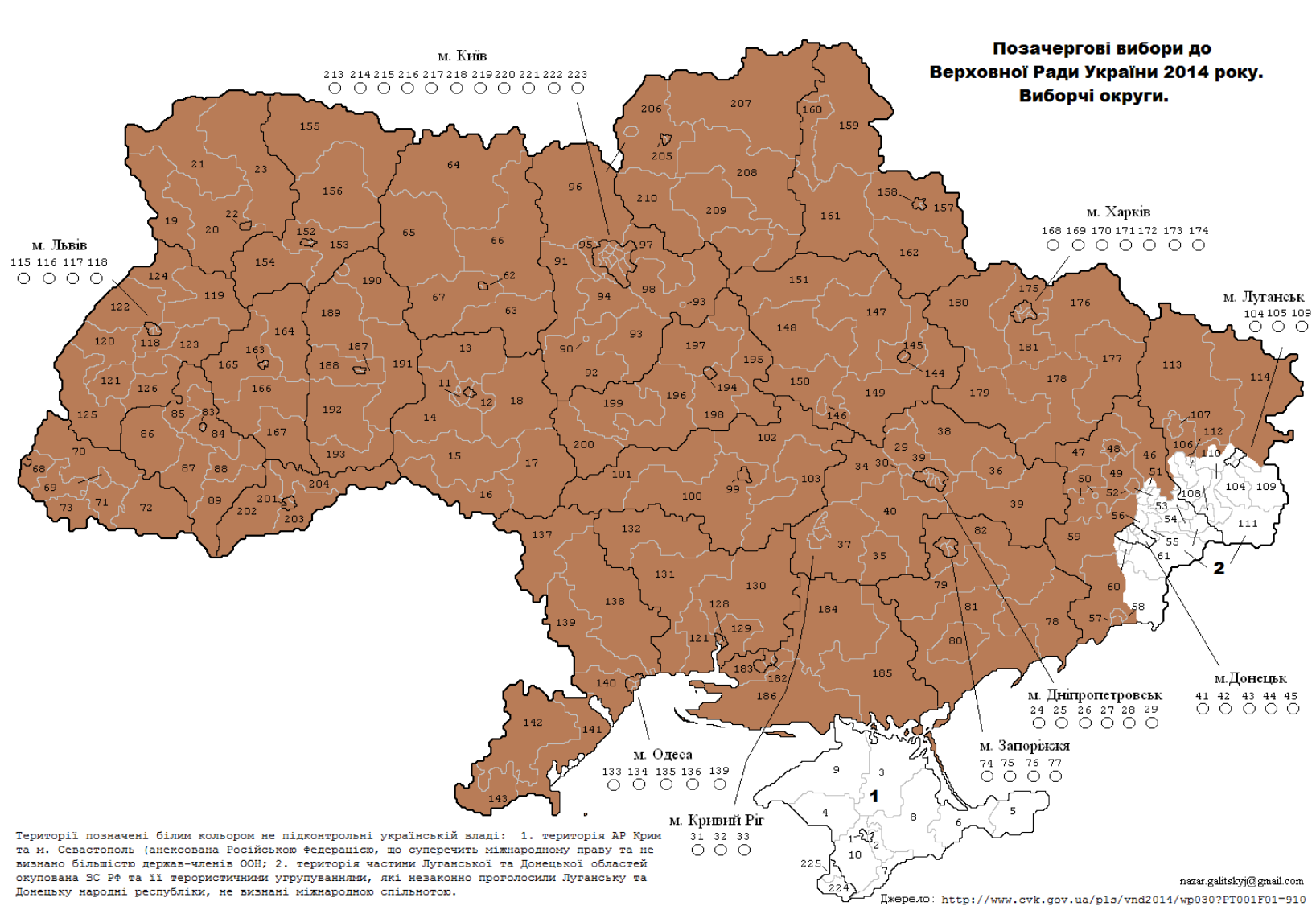
Les circonscriptions électorales : en blanc, la Crimée (Sud, sous contrôle russe) et le Donbass (Est, sous contrôle de la « Nouvelle-Russie » où les élections ne se sont pas tenues.

Alors que la Russie dénonce ces évènements, et considère le nouveau gouvernement illégitime, la crise se reporte vers les anciens fiefs électoraux du Parti des régions du président déchu, à majorité russophone. La crise de Crimée débute quelques jours plus tard, et aboutit à une proclamation d'indépendance de la péninsule le 11 mars, puis son rattachement à la Russie le 18 mars, à la suite d'un référendum controversé, le tout alors que la Russie est accusée d'intervention militaire dans la péninsule.
Alors que la situation se calme rapidement en Crimée, les contestataires pro-russes dans le Donbass, qui ne reconnaissent pas les nouvelles autorités, organisent à leur tour un référendum d'indépendance pour les oblasts de Donetsk et Louhansk dans les zones qu'ils contrôlent. À la suite de son résultat positif, les séparatistes proclament leur indépendance et demandent le retrait de la région des troupes ukrainiennes, ces dernières ayant débuté dès le 6 avril une « opération anti-terroriste » visant à déloger les groupes armés, et mobilisant notamment des brigades de volontaires. Les combats et les bombardements augmentent ensuite sans cesse d'intensité, faisant plus de 3 000 morts et alors que Kiev accuse son voisin russe de soutenir les séparatistes. Le 5 septembre, un cessez-le-feu est conclu à Minsk et conduit à couper la région du Donbass en deux parties, réduisant ainsi l'intensité des combats, qui se poursuivent pourtant en certains endroits,.

### Élection présidentielle de 2014 et dissolution

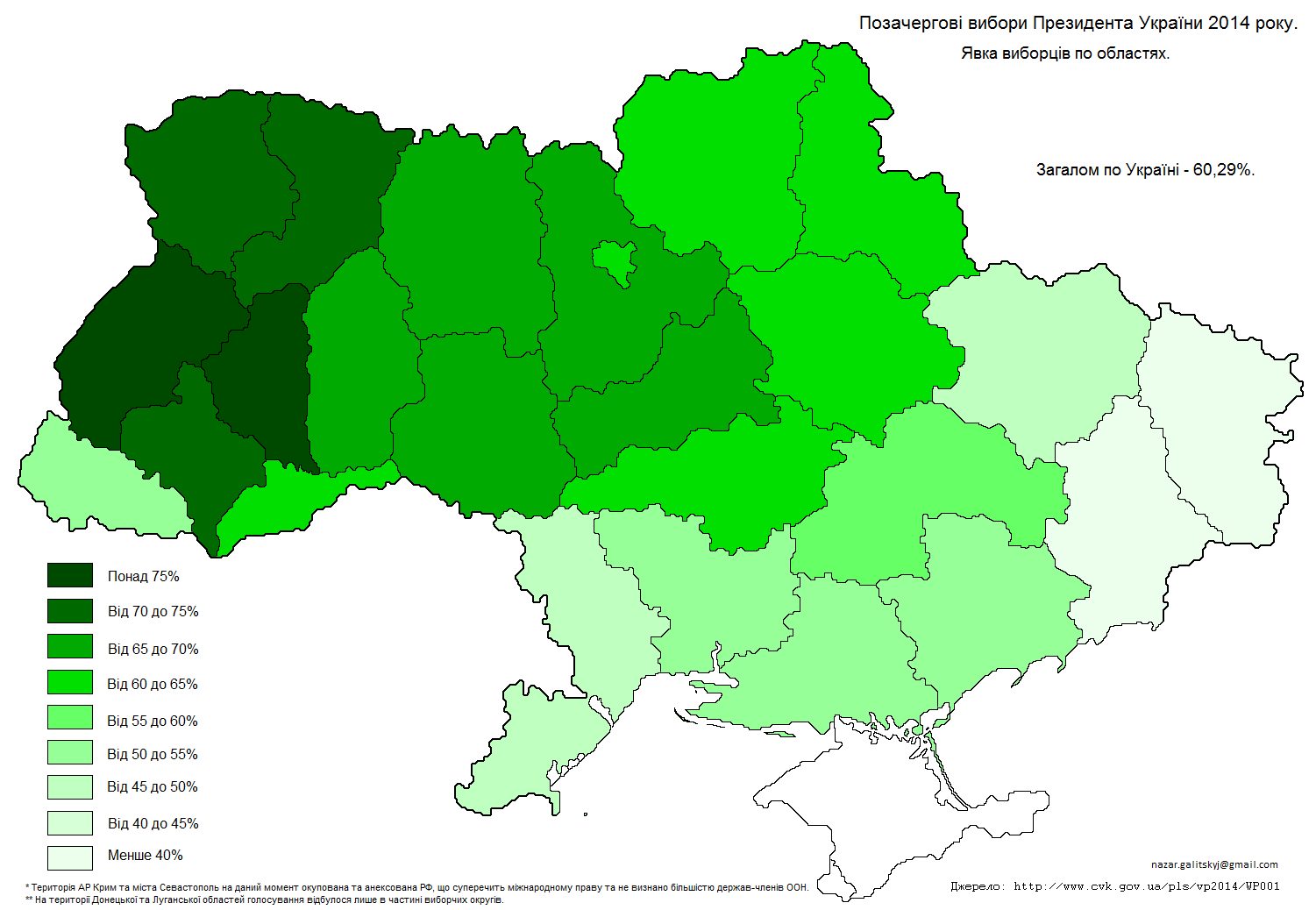
Carte du taux de participation dans les différentes régions.

L'élection présidentielle du 25 mai aboutit à la victoire de l'homme d'affaires Petro Porochenko dès le premier tour avec 55 % des voix. Il avait notamment soutenu le mouvement Euromaïdan et était par ailleurs supporté par le parti UDAR de Vitali Klitschko. Ioulia Tymochenko réunit 13 % des voix, alors que les candidats radicaux et nationalistes Oleh Liachko (Parti radical), Oleh Tyahnybok (Svoboda) et Dmytro Iaroch (Secteur droit) réalisent respectivement 8,3, 1,2 et 0,7 % des voix.
Alors que la Crimée et les zones du Donbass contrôlées par les séparatistes ne participent pas au scrutin, la participation s'affiche en baisse dans les autres anciens fiefs électoraux du président déchu, s'établissant notamment à 46 et 48 % dans les régions d'Odessa et de Kharkiv contre 60 % au niveau national. Porochenko réunit pourtant une majorité de voix dans ces régions du sud et de l'est, malgré un relativement bon score de Mikhaïl Dobkine du Parti des régions et de Serhiï Tihipko.
En août, alors que le Parlement refuse d'une courte majorité de déclarer les républiques autoproclamés de Donetsk et Lougansk comme des « organisations terroristes », le président Porochenko condamne ce vote et dénonce notamment un large nombre de députés comme constituant une « cinquième colonne », à la solde de l'étranger, en référence à la Russie. Le 25 août, il annonce la dissolution de la Rada et la convocation de nouvelles élections dans le but de « purifier » la chambre des soutiens de l'ancien président, en leur reprochant également le vote de loi anti-manifestations durant le mouvement Euromaïdan,.

## Mode de scrutin et difficultés
Selon la loi, 450 députés sièges à la Rada : 225 élus sur des listes proportionnelles avec un seuil de 5 % pour être représenté et 225 dans des circonscriptions avec chacune un député élu à la majorité relative. Cependant les élections ne se dérouleront pas en Crimée et à Sébastopol dans lesquelles se trouvent douze circonscriptions, la péninsule étant sous contrôle russe. Les citoyens ukrainiens ayant conservé leur nationalité ukrainienne en Crimée (un peu plus de 3 000) peuvent voter uniquement en se rendant à Kiev.
De même, à la suite de la guerre du Donbass, neuf circonscriptions de l'oblast de Donetsk sur 21 et dans six circonscriptions de l'oblast de Louhansk sur onze, les élections ne se dérouleront pas. Ce sont les circonscriptions no 41, 42, 43 et 44 (à Donetsk même), 51 (Horlivka), 54 (Chakhtarsk), 55 et 56 (Makiïvka) et 61 (Starobecheve) dans l'oblast de Donetsk ; no 104 et 105 (à Louhansk même), 108 (Khroustalny), 109 (Sorokyne), 110 (Altchevsk) et 111 (Dovjansk) dans l'oblast de Louhansk. En conséquence, les élections ne se dérouleront pas dans 27 des 225 circonscriptions et seuls 198 députés seront élus dans le reste des circonscriptions, ce qui donnera un total de 423 députés élus (sur les 450).

## Campagne

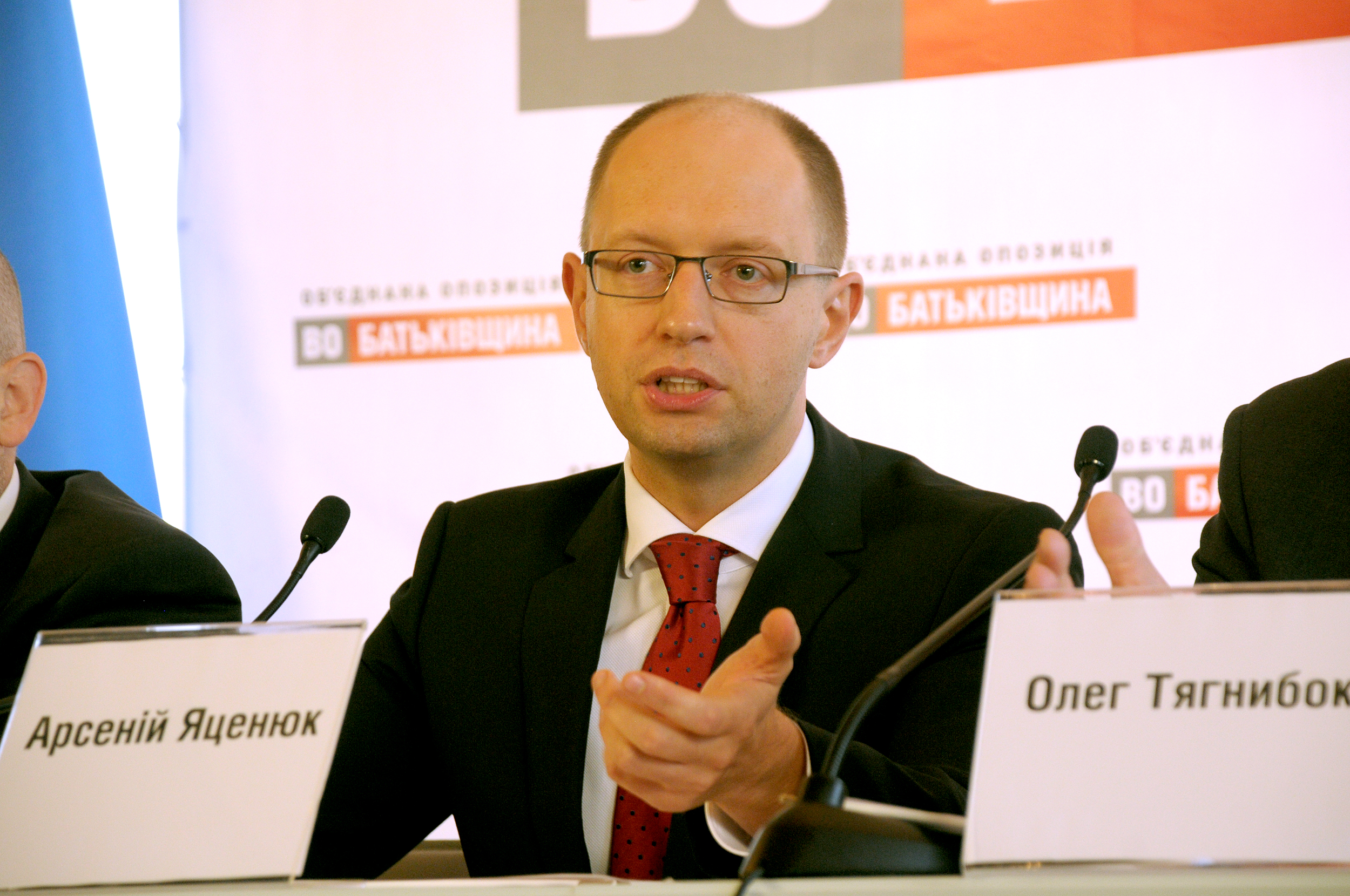
Le Premier ministre sortant, Arseni Iatseniouk.

Autour du président élu Petro Porochenko, se forme un bloc pour le soutenir et lui permettre d'avoir une majorité parlementaire. L'alliance UDAR du maire de Kiev Vitali Klitschko s'intègre au sein de cette coalition, ainsi que le parti politique de Porochenko « Solidarité ». Le parti défend la politique de rapprochement avec l'Union européenne du président, qui souhaite même la rejoindre en 2020, ainsi que les accords de cessez-le-feu du 5 septembre 2014 et donc les négociations de paix. La Voix de la Russie analyse la popularité de cette formation par la « fatigue » des ukrainiens pour la guerre. Le manifeste du bloc promet aussi décentralisation et respect des minorités ethniques et linguistiques. De son côté, le Premier ministre sortant, Arseni Iatseniouk, refonde le Front populaire qui s'était auparavant intégré à l'Union panukrainienne « Patrie » de Ioulia Tymochenko, isolant encore davantage cette dernière. Il intègre dans son équipe des chefs militaires engagés dans les opérations militaires et critique le cessez-le-feu et les accords de Minsk, qu'il voit comme un renoncement et la reconnaissance de la perte des villes de l'est, comme Donetsk et Louhansk. Le manifeste du parti prévoit aussi décentralisation et réduction du nombre de fonctionnaires.
Du côté des anciens alliés du président déchu Viktor Ianoukovytch, on trouve principalement trois formations. D'abord, Serhiï Tihipko, qui avait soutenu le gouvernement de transition après le renversement du président, refonde sa formation « Ukraine forte » en quittant le Parti des régions, critiquant le manque de patriotisme de ce dernier. Il défend l'intégrité territoriale de l'Ukraine mais préconise une décentralisation poussée, l’État central devant garder seulement entre ses mains la politique étrangère et la défense nationale. Il entend également réduire fortement les pouvoirs du président. Enfin, outre le Parti communiste, on trouve la nouvelle formation « bloc d'opposition », qui agrègent divers anciens soutiens du président déchu, dont des membres du Parti des régions, cette dernière formation ne se présentant pas à ces élections. Le bloc dénonce l'usage de la force dans les bastions séparatistes et les nouvelles dépenses militaires, et préconise une autonomie budgétaire des régions et une nouvelle constitution.
Plusieurs partis nationalistes ayant émergé lors des dernières années font également campagne, dont les deux représentés dans le Parlement sortant : Svoboda et le Parti radical d'Oleh Liachko. Les deux ont activement participé aux évènements de Maïdan, et le dernier a soutenu les brigades de volontaires combattant dans le Donbass. Ces partis sont très critiques envers le processus de paix entamé par le président, et entendent renforcer l'armée ukrainienne en priorité et « nettoyer » le pays des soutiens de l'ancien président et des séparatistes. Le Parti radical veut doter le pays de l'arme nucléaire et annuler unilatéralement la dette de son pays envers la Russie, mais souhaite décentraliser le pouvoir. À l'inverse, Svoboda entend abroger la loi sur les langues, adoptée sous le précédent gouvernement, qui accorde le droit de reconnaitre le russe comme langue régionale aux parlements locaux qui le souhaitent. Il exige également rompre toute relation diplomatique avec la Russie.

## Principales forces en présence
| Parti | Parti                           | Chef de file | Chef de file       | Idéologie                                                                                        | Cessez-le-feu | Pro-européen | Résultats en 2012 (% de voix)   |
| ----- | ------------------------------- | ------------ | ------------------ | ------------------------------------------------------------------------------------------------ | ------------- | ------------ | ------------------------------- |
|       | Union panukrainienne « Patrie » |              | Ioulia Tymochenko  | Centre à Centre droit Conservatisme, Libéralisme et Europhilie                                   | Non           | Oui          | 25,5 %                          |
|       | Bloc Petro Porochenko           |              | Vitali Klitschko   | Centre droit Libéralisme-chrétien et Europhilie                                                  | Oui           | Oui          | - (UDAR : 13,97 %)              |
|       | Parti communiste d'Ukraine      |              | Petro Symonenko    | Extrême gauche Communisme, Marxisme-léninisme, Russophilie, Euroscepticisme                      | Oui           | Non          | 13,18 %                         |
|       | Svoboda                         |              | Oleh Tyahnybok     | Extrême droite Nationalisme ukrainien                                                            | Non           | Réticence    | 10,45 %                         |
|       | Parti radical                   |              | Oleh Liachko       | Droite à Droite radicale Nationalisme ukrainien et Europhilie                                    | Non           | Oui          | 1,08 %                          |
|       | Position citoyenne              |              | Anatoliï Hrytsenko | Centre Conservatisme et Europhilie                                                               | Non           | Oui          | -                               |
|       | Ukraine forte                   |              | Serhiï Tihipko     | Centre Décentralisation                                                                          | Oui           | Réticence    | - (Parti des régions : 30,00 %) |
|       | Front populaire                 |              | Arseni Iatseniouk  | Droite Démocratie libérale et Europhilie                                                         | Non           | Oui          | -                               |
|       | Samopomitch                     |              | Andri Sadovy       | Centre droit Démocratie chrétienne                                                               |               | Oui          | -                               |
|       | Bloc d'opposition               |              | Iouri Boïko        | Centre à Centre gauche Anti-euromaïdan, Neutralité de l'Ukraine, Euroscepticisme et Régionalisme | Oui           | Non          | -                               |

## Sondages
Les sondages publiés depuis l'élection présidentielle montrent que le Bloc Petro Porochenko, nouvellement formé, serait en tête des intentions de vote. Il fusionne notamment avec la troisième force de la Rada, l'UDAR de Vitali Klitschko. Des mouvements comme le Parti radical d'Oleh Liachko, Position citoyenne ou Samopomitch, pourraient également émerger à l'occasion de ces élections.
À l'inverse, les deux principales forces qui avaient soutenu le président Viktor Ianoukovytch, le Parti des régions (ou bloc d'opposition) et le Parti communiste d'Ukraine pourraient ne pas dépasser le seuil de représentation de 5 %. Un sondage indique d'ailleurs que près de 50 % de ceux qui avaient voté pour ces deux partis en 2012, majoritairement présents dans le sud et l'est russophone, comptent ne pas participer à cette élection.

## Résultats

### Au niveau national
|                           |                                      |                    |                    |                    |                    |                    |                    |                  |       |               |
| Parti                     | Parti                                | Proportionnelle    | Proportionnelle    | Proportionnelle    | Proportionnelle    | Circonscriptions   | Circonscriptions   | Circonscriptions | Total | +/-           |
| Parti                     | Parti                                | Voix               | %                  | +/-                | Sièges             | Voix               | %                  | Sièges           | Total | +/-           |
|                           | Front populaire                      | 3 488 114          | 22,14              | Nv.                | 64                 | 1 461 870          | 9,64               | 18               | 82    | 82            |
|                           | Bloc Petro Porochenko                | 3 437 521          | 21,82              | Nv.                | 63                 | 2 896 640          | 19,11              | 68               | 131   | 131           |
|                           | Samopomitch                          | 1 729 271          | 10,98              | Nv.                | 32                 | 161 175            | 1,06               | 1                | 33    | 33            |
|                           | Bloc d'opposition                    | 1 486 203          | 9,43               | Nv.                | 27                 | 223 649            | 1,48               | 2                | 29    | 29            |
|                           | Parti radical                        | 1 173 131          | 7,45               | 6,37               | 22                 | 601 022            | 3,96               | 0                | 22    | 21            |
|                           | Union panukrainienne « Patrie »      | 894 837            | 5,68               | 19,86              | 17                 | 960 285            | 6,33               | 3                | 20    | 81            |
|                           | Svoboda                              | 742 022            | 4,71               | 5,74               | 0                  | 358 061            | 2,36               | 6                | 6     | 31            |
|                           | Parti communiste d'Ukraine           | 611 923            | 3,88               | 9,14               | 0                  | 226 176            | 1,49               | 0                | 0     | 32            |
|                           | Ukraine forte                        | 491 471            | 3,12               | N/A                | 0                  | 259 676            | 1,71               | 1                | 1     | 1             |
|                           | Position citoyenne                   | 489 523            | 3,11               | Nv.                | 0                  | 51 731             | 0,34               | 0                | 0     | en stagnation |
|                           | Zastrup                              | 418 301            | 2,66               | Nv.                | 0                  | 134 418            | 0,89               | 1                | 1     | 1             |
|                           | Secteur droit                        | 284 943            | 1,81               | Nv.                | 0                  | 156 763            | 1,03               | 1                | 1     | 1             |
|                           | Solidarité des femmes d'Ukraine (en) | 105 094            | 0,67               | 0,64               | 0                  | 8 649              | 0,09               | 0                | 0     | en stagnation |
|                           | 5.10                                 | 67 124             | 0,43               | Nv.                | 0                  | 4 324              | 0,03               | 0                | 0     | en stagnation |
|                           | Parti ukrainien de l'Internet        | 58 197             | 0,37               | N/A                | 0                  | 8 709              | 0,06               | 0                | 0     | en stagnation |
|                           | Parti des Verts d'Ukraine            | 39 636             | 0,25               | 0,09               | 0                  | 4 612              | 0,03               | 0                | 0     | en stagnation |
|                           | Planète verte                        | 37 726             | 0,24               | 0,10               | 0                  | 19 238             | 0,13               | 0                | 0     | en stagnation |
|                           | Renaissance (en)                     | 31 201             | 0,20               | N/A                | 0                  |                    |                    |                  | 0     | en stagnation |
|                           | Pays Uni                             | 28 145             | 0,18               | Nv.                | 0                  | 0                  | en stagnation      |                  |       |               |
|                           | Ukraine - Pays Uni                   | 19 838             | 0,13               | Nv.                | 0                  | 0                  | en stagnation      |                  |       |               |
|                           | Nouvelles politiques (en)            | 19 222             | 0,12               | 0,02               | 0                  | 7 481              | 0,05               | 0                | 0     | en stagnation |
|                           | Pouvoir du peuple (en)               | 17 817             | 0,11               | Nv.                | 0                  | 44 161             | 0,29               | 0                | 0     | en stagnation |
|                           | Pour le futur (en)                   | 14 168             | 0,09               | Nv.                | 0                  |                    |                    |                  | 0     | en stagnation |
|                           | Force et honneur (en)                | 13 549             | 0,09               | Nv.                | 0                  | 0                  | en stagnation      |                  |       |               |
|                           | Mouvement civil d'Ukraine            | 13 000             | 0,08               | Nv.                | 0                  | 0                  | en stagnation      |                  |       |               |
|                           | Bloc des forces de gauche d'Ukraine  | 12 499             | 0,08               | Nv.                | 0                  | 37 800             | 0,25               | 0                | 0     | en stagnation |
|                           | Parti national démocrate d'Ukraine   | 11 826             | 0,08               | Nv.                | 0                  | 7 243              | 0,05               | 0                | 0     | en stagnation |
|                           | Congrès des nationalistes ukrainiens | 8 976              | 0,06               | N/A                | 0                  | 31 889             | 0,21               | 0                | 0     | en stagnation |
|                           | Parti libéral d'Ukraine              | 8 523              | 0,05               | 0,03               | 0                  | 36 421             | 0,24               | 0                | 0     | en stagnation |
|                           | Plateforme « Sobor » (en)            |                    |                    |                    |                    | 38 257             | 0,25               | 0                | 0     | en stagnation |
|                           | Alliance démocrate                   | 31 796             | 0,21               | 0                  | 0                  | en stagnation      |                    |                  |       |               |
|                           | Parti républicain ukrainien (en)     | 24 845             | 0,16               | 0                  | 0                  | en stagnation      |                    |                  |       |               |
|                           | Pouvoir public                       | 21 723             | 0,14               | 0                  | 0                  | en stagnation      |                    |                  |       |               |
|                           | Action commune                       | 19 343             | 0,13               | 0                  | 0                  | en stagnation      |                    |                  |       |               |
|                           | Justice                              | 14 284             | 0,09               | 0                  | 0                  | en stagnation      |                    |                  |       |               |
|                           | Parti populaire                      | 13 197             | 0,09               | 0                  | 0                  | 2                  |                    |                  |       |               |
|                           | Mouvement populaire d'Ukraine        | 7 488              | 0,05               | 0                  | 0                  | en stagnation      |                    |                  |       |               |
|                           | Parti méritocratique d'Ukraine       | 3 032              | 0,02               | 0                  | 0                  | en stagnation      |                    |                  |       |               |
|                           | Parti patriotique d'Ukraine          | 2 268              | 0,01               | 0                  | 0                  | en stagnation      |                    |                  |       |               |
|                           | Parti social-chrétien (en)           | 450                | 0,00               | 0                  | 0                  | en stagnation      |                    |                  |       |               |
|                           | Indépendants                         | 7 282 814          | 48,03              | 97                 | 97                 | 54                 |                    |                  |       |               |
|                           | Sièges non pourvus                   | Sièges non pourvus | Sièges non pourvus | Sièges non pourvus | Sièges non pourvus | Sièges non pourvus | Sièges non pourvus | 27               | 27    | 1             |
|                           |                                      |                    |                    |                    |                    |                    |                    |                  |       |               |
| Suffrages exprimés        | Suffrages exprimés                   | 15 753 801         | 98,14              |                    |                    |                    |                    |                  |       |               |
| Votes blancs et invalides | Votes blancs et invalides            | 298 402            | 1,86               |                    |                    |                    |                    |                  |       |               |
| Total                     | Total                                | 16 052 203         | 100                | –                  | 225                | 15 161 490         | 100                | 225              | 450   | en stagnation |
| Abstentions               | Abstentions                          | 14 869 015         | 48,09              |                    |                    |                    |                    |                  |       |               |
| Inscrits / participation  | Inscrits / participation             | 30 921 218         | 51,91              |                    |                    |                    |                    |                  |       |               |

## Conséquences
Les consultations pour la formation d'une coalition ressemblant les principaux partis commencent dès les premiers résultats proclamés. Le Premier ministre sortant Arseni Iatseniouk revendique la légitimité de former la nouvelle coalition, en précisant toutefois que le parti du président Porochenko serait nécessairement son principal partenaire. Il s’appuie ainsi sur la victoire de son parti dans le scrutin proportionnel, mais le leader du bloc présidentiel Iouri Loutsenko rappelle lui que c'est au parti disposant de la plus importante force à la Rada à qui il revient de former la coalition.
Le 31 octobre, le président Petro Porochenko annonce son soutien à Iatseniouk pour diriger le gouvernement.